# USS Baron (DE-166)
USS Baron (DE-166) là một tàu hộ tống khu trục lớp Cannon từng phục vụ cùng Hải quân Hoa Kỳ trong Chiến tranh Thế giới thứ hai. Nó là chiếc tàu chiến duy nhất của Hải quân Hoa Kỳ được đặt cái tên này, theo tên Thiếu tá Hải quân Richard S. Baron (1900-1942), người đã tử trận tại Cebu vào ngày 15 tháng 3, 1942 và được truy tặng Huân chương Chữ thập Hải quân do chiến đấu anh dũng trong trận ném bom Cavite, Philippines. Nó đã phục vụ cho đến khi chiến tranh kết thúc, xuất biên chế năm 1946, rồi được chuyển giao cho Hải quân Uruguay năm 1952, và tiếp tục phục vụ như là chiếc ROU Uruguay (DE-1) cho đến năm 1980. Con tàu bị tháo dỡ vào năm 1990. Baron được tặng thưởng ba Ngôi sao Chiến trận do thành tích phục vụ trong Thế Chiến II.

## Thiết kế và chế tạo
Lớp Cannon có thiết kế hầu như tương tự với lớp Buckley dẫn trước; khác biệt chủ yếu là ở hệ thống động lực Kiểu DET (diesel electric tandem). Các động cơ diesel đặt nối tiếp nhau dẫn động máy phát điện để cung cấp điện năng quay trục chân vịt cho con tàu. Động cơ diesel có ưu thế về hiệu suất sử dụng nhiên liệu, giúp cho lớp Cannon cải thiện được tầm xa hoạt động, nhưng đánh đổi lấy tốc độ chậm hơn.
Vũ khí trang bị bao gồm ba pháo 3 in (76 mm)/50 cal trên tháp pháo nòng đơn có thể đối hạm hoặc phòng không, một khẩu đội pháo phòng không Bofors 40 mm nòng đôi và tám pháo phòng không Oerlikon 20 mm. Vũ khí chống ngầm bao gồm một dàn súng cối chống tàu ngầm Hedgehog Mk. 10 (có 24 nòng và mang theo 144 quả đạn); hai đường ray Mk. 9 và tám máy phóng K3 Mk. 6 để thả mìn sâu. Con tàu vẫn giữ lại ba ống phóng ngư lôi Mark 15 21 inch (533 mm). Thủy thủ đoàn đầy đủ bao gồm 15 sĩ quan và 201 thủy thủ.
Baron được đặt lườn tại xưởng tàu của hãng Federal Shipbuilding and Drydock Company ở Newark, New Jersey vào ngày 30 tháng 11, 1942. Nó được hạ thủy vào ngày 9 tháng 5, 1943, được đỡ đầu bởi bà Anne Pl. Baron, vợ góa Thiếu tá Baron, và nhập biên chế cùng Hải quân Hoa Kỳ vào ngày 5 tháng 7, 1943 dưới quyền chỉ huy của Hạm trưởng, Thiếu tá Hải quân Donald McVickar.

## Lịch sử hoạt động

### USSBaron
Sau khi hoàn tất việc chạy thử máy huấn luyện tại khu vực Bermuda, Baron khởi hành từ New York vào ngày 8 tháng 9, 1943 để đi sang khu vực Mặt trận Thái Bình Dương. Trong suốt giai đoạn từ tháng 10, 1943 đến tháng 8, 1944, nó làm nhiệm vụ hộ tống các đoàn tàu vận tải đi lại giữa các đảo thuộc khu vực Trung tâm và Nam Thái Bình Dương. Nó cũng đảm nhiệm vai trò bảo vệ và bắn hải pháo hỗ trợ trong các chiến dịch đổ bộ lên Hollandia từ ngày 21 đến ngày 24 tháng 4, 1944; bắn phá Truk-Satawan-Ponape từ ngày 29 tháng 4 đến ngày 1 tháng 5; đổ bộ lên Saipan từ ngày 20 tháng 6 đến ngày 11 tháng 7; và tái chiếm Guam từ ngày 22 đến ngày 29 tháng 7. Nó quay trở về Xưởng hải quân Mare Island, Vallejo, California vào ngày 7 tháng 9 để được đại tu.
Quay trở lại khu vực chiến sự vào đầu tháng 11, Baron phục vụ cùng Tư lệnh Huấn luyện Tàu ngầm thuộc Hạm đội Thái Bình Dương cho đến tháng 5, 1945, huấn luyện thực hành phối hợp với tàu ngầm tại các khu vực Trân Châu Cảng và Guam. Từ đó cho đến khi chiến tranh chấm dứt, nó hoạt động tại khu vực quần đảo Marshall, làm nhiệm tìm kiếm và giải cứu cũng như tuần tra chống tàu ngầm và bắn phá các đảo bị bỏ qua còn do quân Nhật chiếm đóng. Sau khi Nhật Bản chấp nhận đầu hàng giúp kết thúc cuộc xung đột, vào ngày 27 tháng 8, nó được lệnh đi đến Maloelap, Wotje và Jaluit để tiếp quản việc đầu hàng của quân Nhật trú đóng tại các đảo san hô này. Các thủ tục đầu hàng hoàn tất vào ngày 6 tháng 9, nhưng nó tiếp tục ở lại Wotje cho đến ngày 18 tháng 9 để làm nhiệm vụ giám sát, giải giới và phá hủy đạn dược.
Lên đường quay trở về Hoa Kỳ, Baron về đến San Diego, California vào ngày 29 tháng 9, nhưng tiếp tục hành trình ngay ngày hôm sau để đi sang vùng bờ Đông, về đến New York vào ngày 14 tháng 10. Nó được cho xuất biên chế vào ngày 26 tháng 4, 1946 và được đưa về thành phần dự bị tại Green Cove Springs, Florida thuộc Hạm đội Dự bị Đại Tây Dương.

### ROUUruguay(DE-1)
Con tàu bị bỏ không trong hơn năm năm, cho đến khi nó trở thành chiếc đầu tiên trong số hai tàu hộ tống khu trục lớp Canon được chuyển cho Uruguay theo Chương trình Viện trợ Quân sự vào ngày 3 tháng 5, 1952. Nó phục vụ cùng Hải quân Uruguay như là chiếc ROU Uruguay (DE-1). Pháo phòng không Oerlikon 20 mm và các ống phóng ngư lôi được tháo dỡ. Vào năm 1969 cả hai chiếc đã tham gia cuộc tập trận UNITAS X phối hợp cùng Hải quân Hoa Kỳ và hải quân các nước Nam Mỹ khác. Con tàu được cho xuất biên chế vào năm 1980 và bị tháo dỡ vào năm 1990.

## Phần thưởng
Baron được tặng thưởng ba Ngôi sao Chiến trận do thành tích phục vụ trong Thế Chiến II.
|  | Bronze star · Bronze star · Bronze star |

| Huân chương Chiến dịch Hoa Kỳ | Huân chương Chiến dịch Châu Á-Thái Bình Dương với 3 Ngôi sao Chiến trận | Huân chương Chiến thắng Thế Chiến II |